# Златни ангуантибо
Златни ангуантибо или златни пото (лат. Arctocebus aureus) је полумајмун из породице лорија (Lorisidae). 

## Распрострањење
Ареал врсте покрива средњи број држава. Присутна је у следећим државама: Камерун, Централноафричка Република, Екваторијална Гвинеја, Република Конго, Габон и Ангола (провинција Кабинда).

## Станиште
Станиште врсте су шуме. 

## Угроженост
Ова врста је наведена као последња брига, јер има широко распрострањење и честа је врста.